# Іван-Томаш Дрогойовський
Іван Томаш Дрогойовський гербу Корчак (бл. 1535 — 12 листопада 1605, Перемиський замок) — шляхтич, військовий та урядник Королівства Польського руського походження, дипломат.

## Життєпис

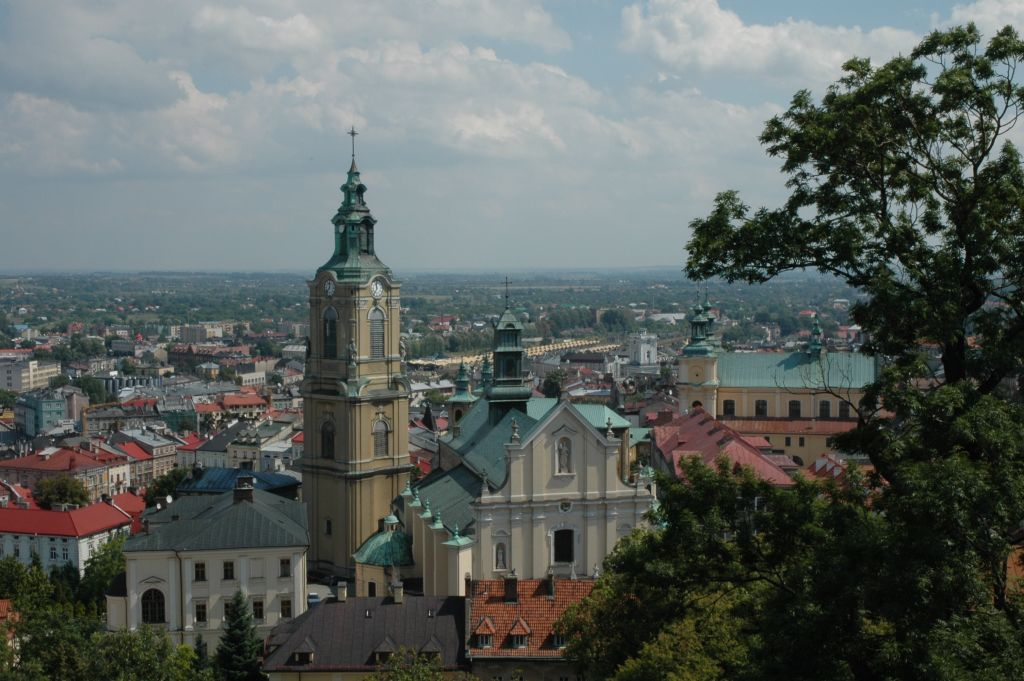
Перемиська катедра РКЦ

Батько — Христофор Дрогойовський, мати — Ельжбета з Фредрів (за даними Каспера Несецького — Моравська). Сестра Катерина — дружина Яна Гербурта з 1553 року
Навчався в університеті Віттенберґа (записався 21 червня 1555), з братом Кіліяном в Тюбінґені, потім сам — в Базелі 1560-го. Добре вивчив французьку, італійську, латину; почав службу при дворі короля Сігізмунда ІІ. Був висланий ним з місією до Італії, через її успіх став королівським секретарем. Під час смерті короля перебував у Книшині, не дав пограбувати королівське майно. Потім мав кілька посольських місій. В лютому 1577 за дорученням короля конфіскував майно ґданьців у Варшаві.
Перемиський староста з початку 1578 року. Після повернення з місії в Інфляндії, Курляндії 5 діб приймав короля в Перемишлі. Кар'єрі сприяли родинні зв'язки з Яном Саріушем Замойським (після заснування Замойської ординації він довірив опікунство над малим сином Томашем йому в 1589 році). Мав значний вплив серед руської шляхти. Під час гострої стадії конфлікту зі Зборовськими посилав своїх вояків на підтримку гетьмана Я. Замойського, сам брав участь в арешті Самуеля, його страті («асистент») у Кракові. Перед 28 травня 1589 став референдарем коронним, 1600 року брав участь у виправі на Молдавію з коругвою 200 коней.
1596 року мав «війну» з князем Олександром Острозьким через межі володінь. 1598 та 1603 років повторно отримав привілей на викуп війтівств та солтиств в Перемиському старостві. Купляв маєтки, які мав у Станіслава Гербурта. Суд на якийсь час дав йому дозвіл посідати Добромиль. Для збільшення маєтків часто вдавався до насильства, використання гайдуків. Мав чимало майнових процесів, зокрема, з сяноцьким каштеляном Яном та Кшиштофом Дрогойовськими.
Мав конфлікти з міщанами Перемишля, Перемиськими руськими владиками. За даними К. Несецького, під час конфлікту з перемиським єпископом РКЦ Мацєєм Пстроконським останній вжив заходів у відповідь («цензура»), тоді Я. Т. Дрогойовський перепросив його, публічно в дверях костелу просив кари; біскуп прилюдно дав «розгрішення».

### Конфлікт зіСтаніславом Стадніцьким

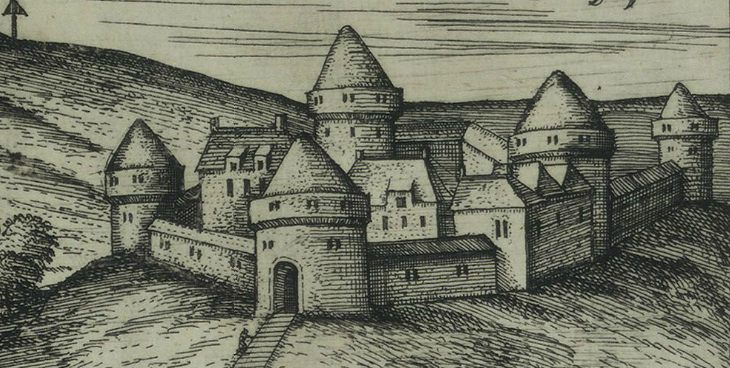
Замок у Перемишлі. фрагмент гравюри 1617 р.

Найголосніший його конфлікт. Почався через справу Зборовських, яких підтримували на Руських сеймиках Стадніцькі — вороги Яна Замойського. «Домова війна» почалась 1601 року. Наприкінці 1601 напав на подорожуючого з табором С. Стадніцького (врятувався втечею) коло Хирова, поранили слуг, забрали майно. 1602 року купив маєток (Бачів з прилеглостями) в Станіслава Тарнавського, який також попередньо продав його, обтяженого боргами, С. Стадніцькому. Не пішов до суду, а взявся за зброю. 1603 року в Перемишлі мали формальну битву (були вбиті, поранені), гармати Я. Т. Дрогойовського пошкодили місцеву катедру, тому біскуп Мацей Пстроконьський наклав на нього «відлучення». І.-Т. Дрогойовський визнав провину, отримав «абсолюцію». 1604 року конфлікт знову поновився, в Ліську та Перемишлі тримали бранців. Втручання коротко на короткий час його призупинило. 1605 С. Стадніцький захопив дідицтво І.-Т. Дрогойовського Воютичі. Влітку його військо на чолі з Валентієм Янішевским стояло між Глинним та Угерцями (пів-милі до Ліська), грабувало села. В листопаді у Бачеві був поранений, помер в замку Перемишля 12 листопада 1605 на 70-му році життя.
Портрет І.-Т. Дрогойовського можна побачити в книзі Яна Дрогойовського «Kronika Drohojowskich» (Краків, 1904).

## Сім'я
Дружина — Ядвіґа з Гербуртів, донька Миколая Гербурта, галицького каштеляна (за даними К. Несецького, рідна сестра коронного маршалка Миколая Вольського). Діти:
- Микола Мартин (†1624) — дружина Барановська, дітей не мали.